# Орлова Галина Олександрівна
Галина Олександрівна Орлова (нар.. 30 листопада 1928, Вітебськ, Білоруська РСР, СРСР — пом.. 21 серпня 2021, Мінськ, Білорусь) — радянська і білоруська актриса. Народна артистка БССР (1991). Лауреат Державної премії Білоруської РСР (1989).

## Біографія
Галина Орлова народилася 30 листопада 1928 року у Вітебську.
У 1948 році закінчила студію Білоруського театру імені Якуба Коласа і була зарахована в трупу театру імені Якуба Коласа. У Купалівському театрі з 1959 року.
Померла 21 серпня 2021 року в Мінську на 93-му році життя.

## Вибрані ролі
- Неллі — («Принижені та зневажені» Федора Достоєвського)
- Ягодка — («Амністія» Миколи Матуковського)
- Кудрицкая — («Врата безсмертя» Кіндрата Кропив)
- Стелла Патрік Кемпбелл — («Милий брехун»  Дж. Кілті[en])
- Антоніна Львівна — («І змовкли птахи» Івана Шамякіна)
- Маша, Катя Маслова — («Живий труп», «Воскресіння» Лева Толстого)
- Олена — («Одруження Белугіна» Олександра Островського)
- Карпухіна — («Дядечків сон» Федора Достоєвського)
- Кукушкіна — («Прибуткове місце» Олександра Островського)
- Василиса — («На дні» Максима Горького),
- Анна Андріївна — («Ревізор» Миколи Гоголя)
- Ірина — («Вірю в тебе» Вадима Коростильова)
- Надія — («Друзі і роки» Леоніда Зоріна)
- Леокадія Бекбік — («Що той солдат, що цей» Бертольта Брехта)
- Ольга Носова — («Традиційний збір» Віктора Розова)
- Кисельова — («Характери» Василя Шукшина)
- «Берег» Юрія Бондарева —  Емма Герберт
- «Одружитися — не сумуй» Вацлава Івановського, Міхася Чарота —  Агрипина
- «Вічний Фома» за Федором Достоєвським —  генеральша
- «Пристрасті по Авдею» Володимира Бутромеєва —  дружина Зуйка
- «Ерік XIV» Августа Стріндберга —  Мати Йорана
- «Апельсинове вино» Алехандро Касони —  Геновєва

## Родина
- чоловік — Єременко, Микола Миколайович (старший) (1926—2000)
- син — Єременко, Микола Миколайович (молодший) (1949—2001)